# Абдулаким, Селим
Селим Абдулаким (рум. Selim Abdulakim или рум. Selim Abdulachim; 1886, Констанца — 28 марта 1943, Констанца) — первый известный крымскотатарский юрист в Румынии; был видным политическим деятелем из числа крымских татар Румынии и татарским активистом.

## Биография
Селим Абдулаким родился в 1886 году. Он был братом младшего лейтенанта румынской армии Казима Абдулакима, героя Первой мировой войны, который погиб во время битвы при Мэрэшешти в 1917 году. Сестра Селима Шефика, также известная как Сапие, была женой известного крымскотатарского поэта Мехмета Ниязи. Селим Абдулаким был женат на Сайиде (есть другой вариант написания имени, Саиде).
С 1911 года Селим Абдулаким учился на юридическом факультете Бухарестского университета, получив грант в размере 30 леев от Университетского фонда Кароля I, так как сам Абдулаким был стеснён в средствах. После окончания школы Селим работал юристом в адвокатуре Констанцы. Между Первой и Второй мировыми войнами он был президентом мусульманской общины Констанцы и заместителем мэра этого города. Абдулаким также был членом румынского парламента, где защищал права мусульман Добруджи. Он заявил с парламентской трибуны, что игнорирование их пожеланий ведёт к эмиграции общины, а это представляет собой национальную угрозу.
Селим любил помогать молодым людям и поддерживать их. В 1929 году он основал Мусульманский культурный фонд Селима Абдулакима, культурную ассоциацию, направленную на помощь учащимся-мусульманам из средних школ и высших учебных заведений, офис которой находился в Констанце, на углу проспекта Фердинанда и улицы Мирча чел Бэтрын.
Селим Абдулаким умер 28 марта 1943 года в Констанце. Он похоронен на центральном мусульманском кладбище Констанцы. Сайиде (1894—1967), жена Абдулакима, покоится рядом с ним.